# Allocosa tarentulina
Allocosa tarentulina là một loài nhện trong họ wolfspinnen (Lycosidae).
Loài này thuộc chi Allocosa. Allocosa tarentulina được Jean Victor Audouin miêu tả năm 1826.